# Frank White (beisbolista)
Frank White (Greenville, Misisipi, 4 de septiembre de 1950) es un exjugador profesional estadounidense de béisbol que se desempeñó en la posición de segunda base en las Grandes Ligas de Béisbol (MLB). Es poseedor de ocho Guantes de Oro.

## Carrera
White jugó como profesional 18 temporadas en Kansas City Royals (1973-1990), equipo en el que se retiró.

## Premios
Fue galardonado con el Guante de Oro en ocho oportunidades (1977, 1978, 1979, 1980, 1981, 1982, 1986 y 1987).